# Eisenbahnunfall von Bellinzona
| Das ausgebrannte Gerippe des italienischen Eisenbahnwagens. |  |                                                      |                                                      |
| |  |                                                      |                                                      |
| \| \| \| ca. 1800 m nach/von Castione-Arbedo \| \| \| \| \| geschlossenes Einfahrsignal von Bellinzona-San Paolo \| \| \| \| \| Gütergleise \| \| \| \| \| \| \| \| \| \| \| \| \| \| \| \| \| \| \| \| Zug 70 von Arth-Goldau \| \| \| \| \| Erster Personenwagen \| \| \| \| \| Gepäckwagen SBB F3ü \| \| \| \| \| Heizwagen \| \| \| \| \| Zuglokomotive Be 4/6 12322 \| \| \| \| \| Vorspannlok Be 4/7 12502 \| \| \| \| \| Ablenkung zum Güterbahnhof San Paolo \| \| \| \| \| Unfallstelle bei km 149.28 \| \| \| \| \| Zug 51b von Mailand \| \| \| \| \| Vorspannlok Be 4/6 12329 \| \| \| \| \| Zuglokomotive Be 4/6 12342 \| \| \| \| \| Heizwagen \| \| \| \| \| badischer Personenwagen AB4ü mit Gasbeleuchtung \| \| \| \| \| italienischer Personenwagen ABz \| \| \| \| \| \| \| \| \| \| \| \| \| \| \| \| \| \| \| \| \| \| \| \| \| \| \| \| \| \| Gütergleise \| \| \| \| \| ca. 1200 m von/nach Bellinzona \| \| \| Situationsplan der Unfallstelle mit den Zugszusammenstellungen[1] \| \| \| \| |  |                                                      |                                                      |
| Strecke |  | ca. 1800 m nach/von Castione-Arbedo                  | ca. 1800 m nach/von Castione-Arbedo                  |
| Strecke (außer Betrieb) · Grenze |  | geschlossenes Einfahrsignal von Bellinzona-San Paolo | geschlossenes Einfahrsignal von Bellinzona-San Paolo |
| Strecke (außer Betrieb) · Strecke |  | Gütergleise                                          | Gütergleise                                          |
| Strecke (außer Betrieb) · Strecke (außer Betrieb) · Strecke (außer Betrieb) |  |                                                      |                                                      |
| Strecke (außer Betrieb) · Strecke (außer Betrieb) · Strecke (außer Betrieb) |  |                                                      |                                                      |
| Strecke (außer Betrieb) · Strecke (außer Betrieb) · Strecke (außer Betrieb) |  |                                                      |                                                      |
| Strecke (außer Betrieb) · Strecke (außer Betrieb) · Strecke (außer Betrieb) |  | Zug 70 von Arth-Goldau                               | Zug 70 von Arth-Goldau                               |
| Strecke (außer Betrieb) · Strecke (außer Betrieb) · Strecke (außer Betrieb) |  | Erster Personenwagen                                 | Erster Personenwagen                                 |
| Strecke (außer Betrieb) · Strecke (außer Betrieb) · Strecke (außer Betrieb) |  | Gepäckwagen SBB F3ü                                  | Gepäckwagen SBB F3ü                                  |
| Strecke (außer Betrieb) · Strecke (außer Betrieb) · Strecke (außer Betrieb) |  | Heizwagen                                            | Heizwagen                                            |
| Strecke (außer Betrieb) · Strecke (außer Betrieb) · Strecke (außer Betrieb) · ehemalige Überleitstelle / Spurwechsel rechts |  | Zuglokomotive Be 4/6 12322                           | Zuglokomotive Be 4/6 12322                           |
| Strecke (außer Betrieb) · Strecke (außer Betrieb) · Strecke (außer Betrieb) · ehemalige Überleitstelle / Spurwechsel rechts |  | Vorspannlok Be 4/7 12502                             | Vorspannlok Be 4/7 12502                             |
| Strecke (außer Betrieb) · Strecke (außer Betrieb) · Abzweig ehemals geradeaus und von links · Abzweig ehemals geradeaus und nach rechts |  | Ablenkung zum Güterbahnhof San Paolo                 | Ablenkung zum Güterbahnhof San Paolo                 |
| Strecke (außer Betrieb) · Strecke (außer Betrieb) · Strecke (außer Betrieb) |  | Unfallstelle bei km 149.28                           | Unfallstelle bei km 149.28                           |
| Strecke (außer Betrieb) · Abzweig geradeaus und von links (Strecke außer Betrieb) · Abzweig geradeaus und ehemals nach rechts · Strecke (außer Betrieb) |  | Zug 51b von Mailand                                  | Zug 51b von Mailand                                  |
| Abzweig geradeaus und von links (Strecke außer Betrieb) · Abzweig geradeaus und nach rechts (Strecke außer Betrieb) · ehemalige Überleitstelle / Spurwechsel links · Strecke (außer Betrieb) |  | Vorspannlok Be 4/6 12329                             | Vorspannlok Be 4/6 12329                             |
| Strecke (außer Betrieb) · Strecke (außer Betrieb) · ehemalige Überleitstelle / Spurwechsel links · Strecke (außer Betrieb) |  | Zuglokomotive Be 4/6 12342                           | Zuglokomotive Be 4/6 12342                           |
| Strecke (außer Betrieb) · Strecke (außer Betrieb) · Strecke (außer Betrieb) |  | Heizwagen                                            | Heizwagen                                            |
| Strecke (außer Betrieb) · Strecke (außer Betrieb) · Strecke (außer Betrieb) |  | badischer Personenwagen AB4ü mit Gasbeleuchtung      | badischer Personenwagen AB4ü mit Gasbeleuchtung      |
| Strecke (außer Betrieb) · Strecke (außer Betrieb) · Strecke (außer Betrieb) |  | italienischer Personenwagen ABz                      | italienischer Personenwagen ABz                      |
| Strecke (außer Betrieb) · Strecke (außer Betrieb) · Strecke (außer Betrieb) |  |                                                      |                                                      |
| Strecke (außer Betrieb) · Strecke (außer Betrieb) · Strecke (außer Betrieb) |  |                                                      |                                                      |
| Strecke (außer Betrieb) · Strecke (außer Betrieb) · Strecke (außer Betrieb) |  |                                                      |                                                      |
| Strecke (außer Betrieb) · Strecke (außer Betrieb) · Strecke (außer Betrieb) |  |                                                      |                                                      |
| Strecke (außer Betrieb) · Strecke (außer Betrieb) · Strecke (außer Betrieb) |  |                                                      |                                                      |
| Strecke · Strecke (außer Betrieb) |  | Gütergleise                                          | Gütergleise                                          |
| Strecke geradeaus |  | ca. 1200 m von/nach Bellinzona                       | ca. 1200 m von/nach Bellinzona                       |
| Situationsplan der Unfallstelle mit den Zugszusammenstellungen |  |                                                      |                                                      |

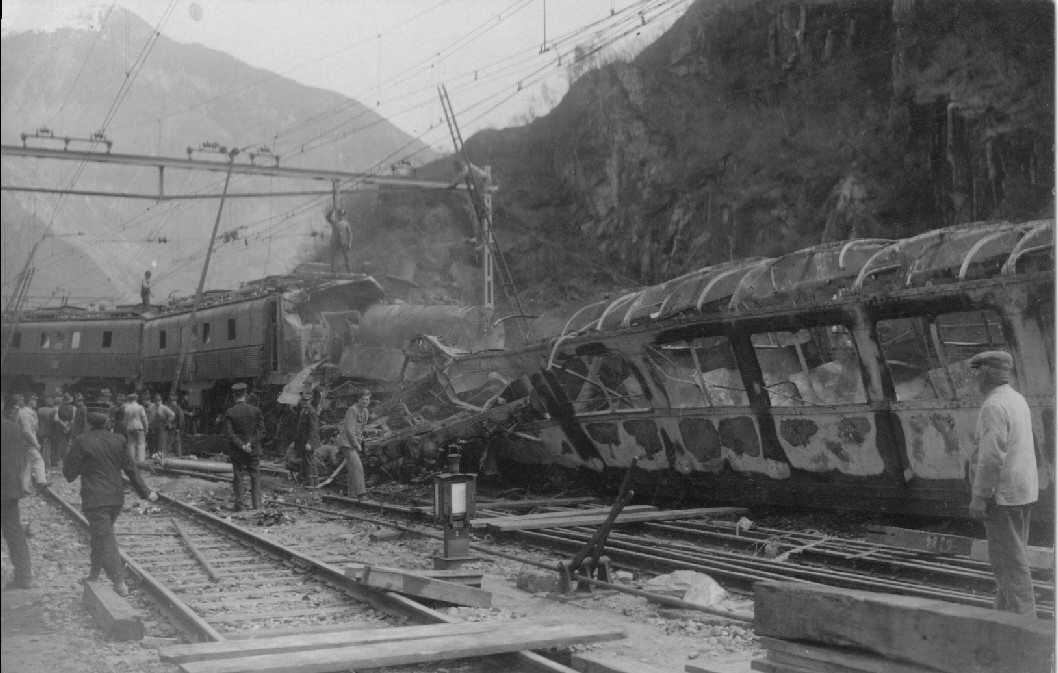
Links die ineinandergeschachtelten Lokomotiven, rechts der ausgebrannte italienische Personenwagen ABz. Von den beiden dazwischen eingereihten Wagen, einem Heizwagen und dem badischen Personenwagen mit Gasbeleuchtung, ist praktisch nichts mehr erkennbar.

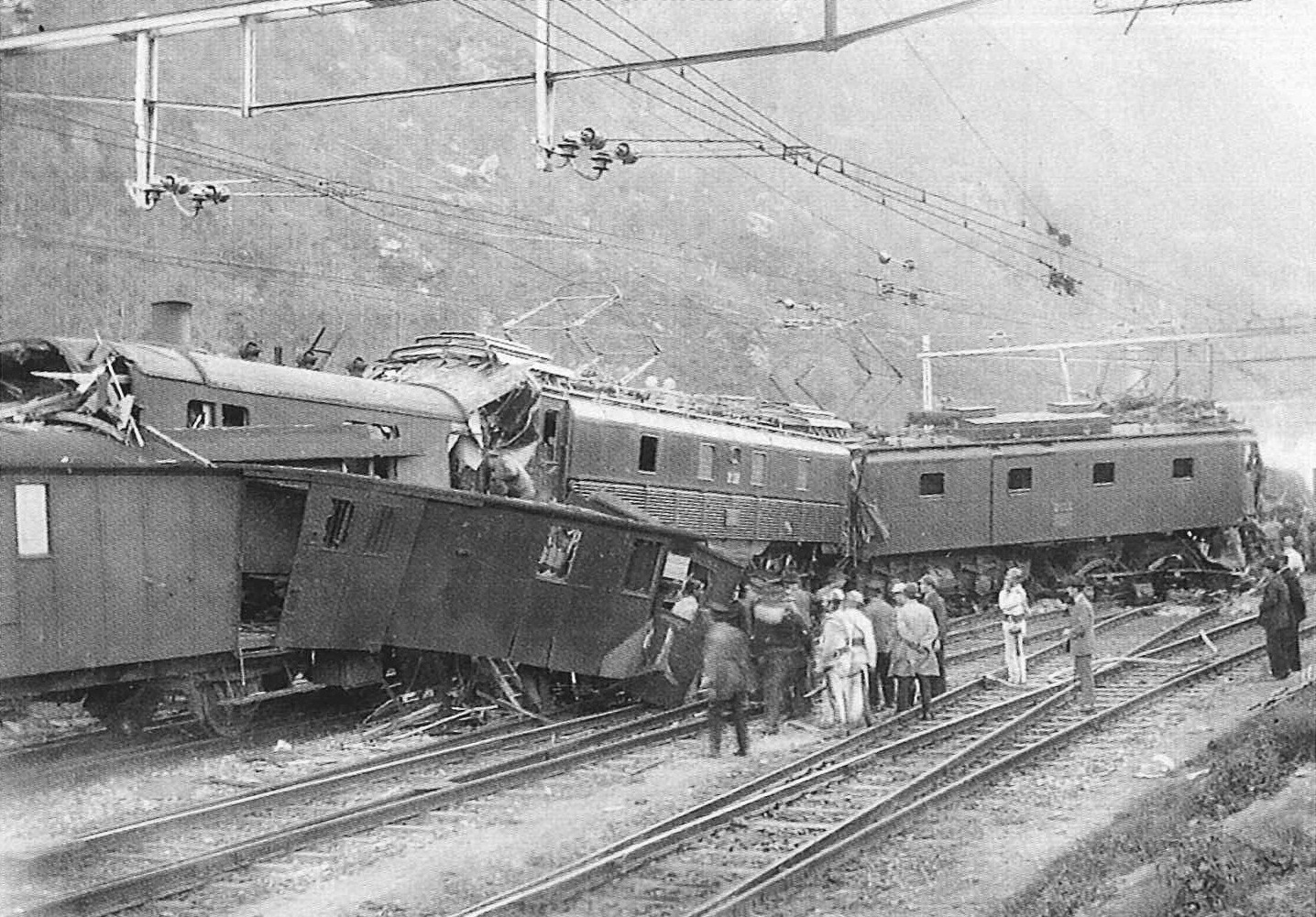
Der stark beschädigte Gepäckwagen F3ü hat seine Aufgabe als Schutzwagen erfüllt. Dahinter ist der ebenfalls zerstörte Heizwagen des Zuges 70 erkennbar.

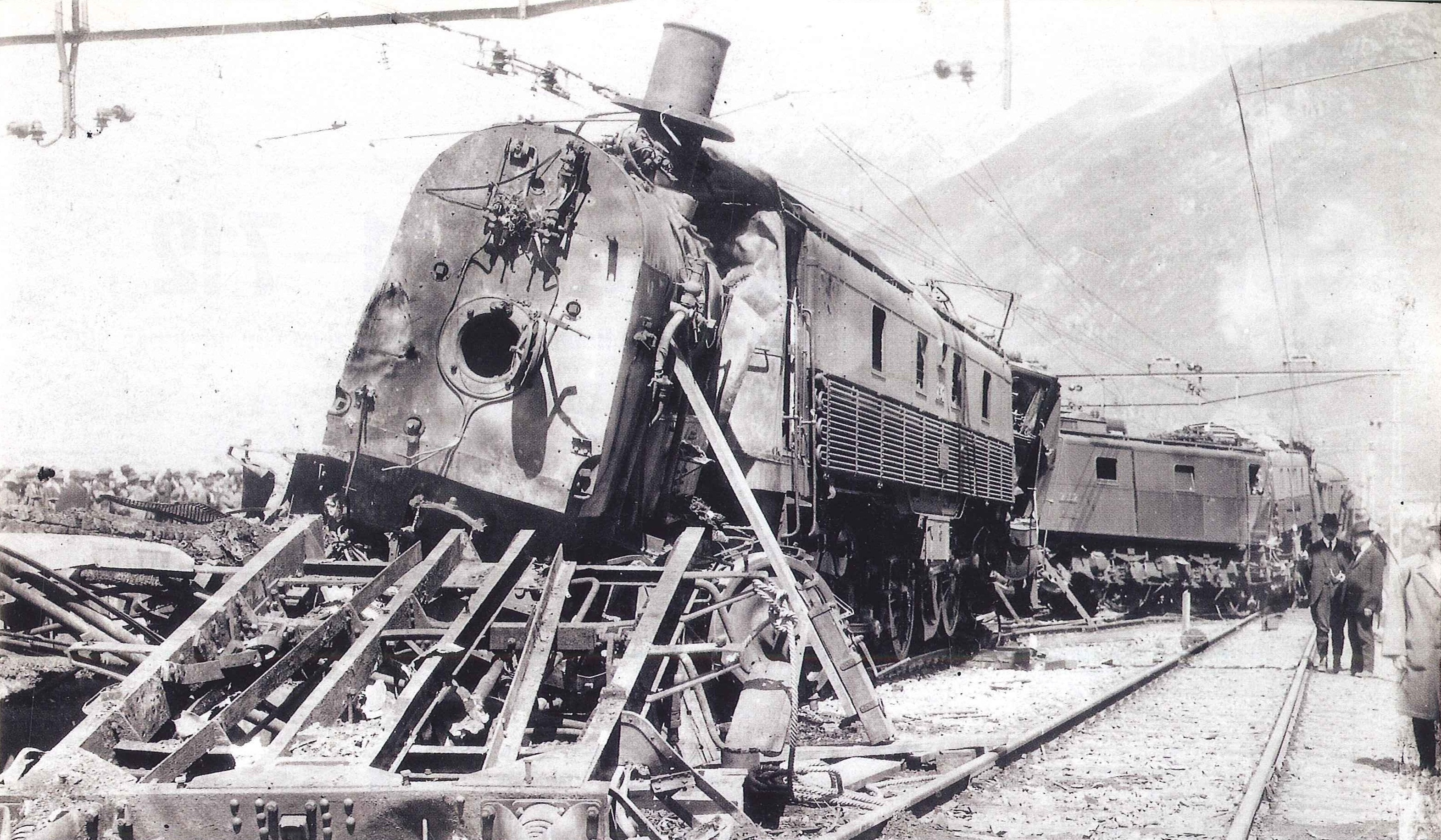
Überreste des Heizwagens von Zug 51b und dessen Zuglokomotive Be 4/6, Vorspannlokomotive Be 4/7 und Zuglokomotive Be 4/6 von Zug 70 (von links nach rechts).

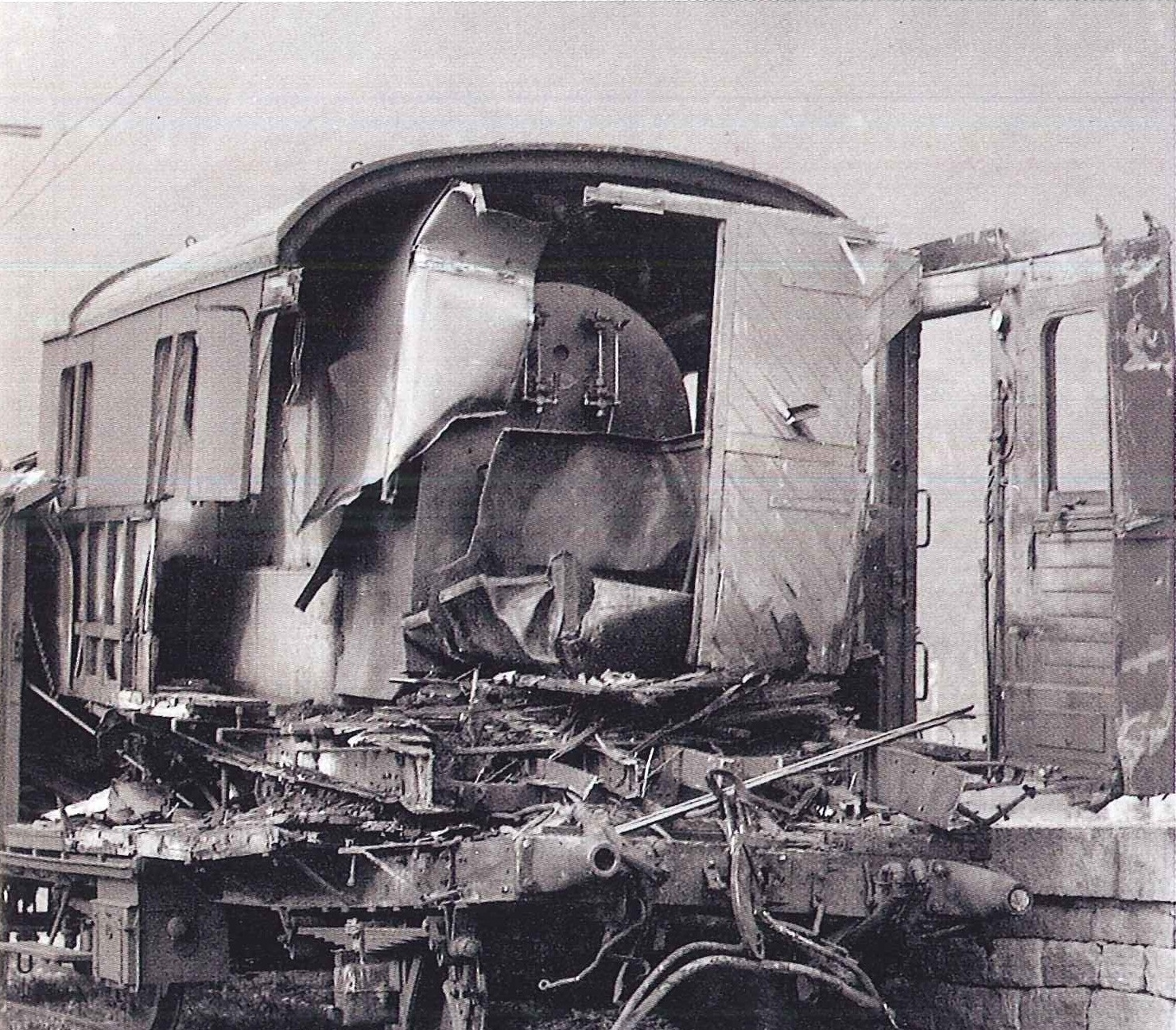
Der beschädigte Kasten des Gepäckwagens F3ü ist bereit zum Abtransport, darin der Heizkessel des Heizwagens von Zug 70.

Der Eisenbahnunfall von Bellinzona war der Zusammenstoss zweier Schnellzüge der SBB am 23. April 1924 um 2:30 Uhr beim Güterbahnhof San Paolo, 1,2 Kilometer nördlich des Bahnhofs Bellinzona. Unmittelbare Ursache des Unglücks war das Überfahren eines geschlossenen Signals. Der Unfall forderte 15 Tote und 10 Schwerverletzte.

## Ausgangslage
Weil der Nachtschnellzug Nr. 51 von Mailand nach Basel stark verspätet war, verkehrte er in zwei Teilen: Der Schweizer Teil des Zuges fuhr in der regulären Fahrplanlage, die aus Italien kommenden Wagen folgten als Nachläufer 46 Minuten später. Dieser Zug 51b war mit den beiden Be 4/6 12342 und 12329 bespannt. Dahinter lief ein Heizwagen, es folgten zwei Personenwagen der damaligen ersten und zweiten Klasse. Das war zunächst ein älterer badischer Wagen in Holzbauweise nach Dortmund, der für seine Gasbeleuchtung in zwei Tanks unter dem Wagenboden 1,2 Kubikmeter Gas mitführte. Dann folgte ein italienischer Stahlkastenwagen nach Basel. Danach waren fünf Personenwagen und der Schlafwagen Genua–Basel eingereiht. Wegen der Osterfeiertage am 20./21. April 1924 war der Zug sehr stark besetzt. Die Reisenden waren international gemischt: Bei der italienischen Passkontrolle befanden sich 52 Italiener, 45 Deutsche (darunter der ehemalige deutsche Vizekanzler und Reichsminister Karl Helfferich von der DNVP), 15 Schweizer, 4 US-Amerikaner, 2 Norweger, 2 Tschechoslowaken, 2 Franzosen und 2 Briten im Zug 51b. Zunächst wurde befürchtet, dass sich der italienische Gesandte in Kopenhagen, Graf della Torre, unter den Fahrgästen befinden könnte.
Er hatte in Lugano jedoch den fahrplanmässig verkehrenden Zug bestiegen.
In der Gegenrichtung verkehrte der Zug Nr. 70 mit je einem Zugteil aus Basel und Zürich, die in Arth-Goldau vereinigt worden waren, nach Mailand. Der Zug bestand aus der Be 4/6 12322 als Zug- und der Be 4/7 12502 als Vorspannlokomotive, einem Heizwagen hinter den beiden Elektrolokomotiven, einem Gepäckwagen und den Reisezugwagen in schwerer Stahlbauart. Der Lokomotivführer der Vorspannlokomotive war normalerweise im Rangierdienst eingesetzt und führte den Schnellzug nur wegen des hohen Verkehrsaufkommens zu Ostern. Auf der Talfahrt der Gotthardrampe befand sich zunächst der um 55 Minuten verspätete Güterzug 8572 vor dem Zug Nr. 70.

## Unfallhergang
Eine unglückliche Verkettung mehrerer Versäumnisse gilt als Unfallursache:
- Der Bahnhofvorstand in Ambrì-Piotta entschied wegen der Verspätung des Güterzugs 8572, die fahrplanmässig im Bahnhof Bellinzona vorgesehene Überholung in seinem Bahnhof stattfinden zu lassen. Er informierte telefonisch nur die Bahnhöfe zwischen Ambri-Piotta und Biasca, nicht aber den Bahnhof Bellinzona.
- Obwohl der Bahnhofvorstand von Biasca wusste, dass die Nachricht nicht an die Stationen unterhalb Biasca weitergemeldet wurde, benachrichtigte auch er den Bahnhof Bellinzona nicht.[1][9]
- Der Bahnhofvorstand in Bellinzona liess den Zug Nr. 51b ausfahren, ohne zuvor die erforderlichen Meldungen und Zustimmungen eingeholt und die nötigen Massnahmen getroffen zu haben. Kurz danach traf in Bellinzona die Information über die verlegte Überholung der Züge 8572 und 70 ein.[9][10]
- Ein Weichenwärter des Güterbahnhofs San Paolo hatte es unterlassen, die Weiche für die Einfahrt in den Güterbahnhof nach der Durchfahrt von Güterzug 668 um 2:06 Uhr wieder zurückzustellen, da er den Güterzug 8572 erwartete. Über dessen Verspätung und die geänderte Reihenfolge, in der die Züge in Bellinzona eintrafen, war der Weichenwärter nicht informiert worden.[1][10]
- Als der Zug Nr. 70 auf Bellinzona zufuhr, zeigte deshalb das die Abzweigung zum Güterbahnhof sichernde Einfahrsignal dem Zug Halt. Auf der Vorspannlokomotive forderte der Führergehilfe den Lokomotivführer zum Bremsen auf. Der Lokführer wandte ein, das Signal gelte nur für Güterzüge, zumal dahinter das geöffnete Einfahrsignal des Bahnhofs Bellinzona zu sehen war. Der Lokomotivführer bremste deshalb den Zug erst sehr spät von 70 auf etwa 40 km/h. Als er die auf Ablenkung gestellte Weiche sowie den auf sie zufahrenden Zug 51b sah, war es zu spät. Der Führergehilfe sprang ab, wobei er sich leicht verletzte.

Durch die Wucht des Zusammenstosses wurden die vier Lokomotiven und die Wagen der beiden Züge ineinandergestossen und stark beschädigt. Unmittelbar nach der Kollision entzündete sich Gas aus dem badischen Wagen des Zuges 51b, der in den davor eingereihten Heizwagen geschoben wurde. Die beiden Wagen und der nachfolgende italienische Wagen gerieten in Brand.
Der hinter den Lokomotiven des südwärts fahrenden Zuges 70 eingereihte Heizwagen und der nachfolgende Gepäckwagen funktionierten als Schutzwagen. In diesem Zug starben die beiden Lokomotivführer; Reisende wurden nicht verletzt.
Wegen des Baus eines elektrischen Stellwerks im Bahnhof Bellinzona hatten die im Betrieb gestandenen Streckeneinrichtungen nur provisorischen Charakter. Dadurch fehlte die Signalabhängigkeit des nördlichen Einfahrsignals von der Einfahrweiche in den Rangierbahnhof San Paolo. Die fehlende Signalabhängigkeit war jedoch nicht mitverantwortlich für den Zusammenstoss. Die SBB betonten nach dem Unfall, dass die Sicherungsanlage so eingerichtet war, dass Unfälle nur beim gleichzeitigen Begehen mehrerer schwerwiegender Fehler passieren konnten. Zum Zeitpunkt des Unfalls waren die vorhandenen Signaleinrichtungen in Ordnung.

## Folgen
Durch den Unfall kamen neun Reisende, fünf Eisenbahner – darunter der Lokomotivführer, der das geschlossene Signal überfahren hatte – und ein blinder Passagier im Heizwagen von Zug 51b ums Leben. Zehn verletzte Reisende und drei Eisenbahner wurden ins Stadtspital Bellinzona eingeliefert. Die meisten der getöteten Fahrgäste sassen im badischen Wagen mit Gasbeleuchtung, der nach Aussage des Kondukteurs mit 10 Personen besetzt war. Die Identifizierung der Toten war schwierig, weil die Leichen zum Teil bis zur Unkenntlichkeit verkohlt waren.
Unter den toten Fahrgästen befanden sich auch der ehemalige deutsche Vizekanzler und preussische Staatsminister Karl Helfferich und seine Mutter Auguste, die im badischen Wagen gereist waren. Nach der Verschiebung des am 23. November 1925 begonnenen Gerichtsprozesses behauptete die alldeutsche Presse, der Unfall sei ein von der Freimaurerei vorbereiteter Zugzusammenstoss gewesen, um Helfferich zu beseitigen. Vor dem Nationalrat hielt Bundesrat Robert Haab das Fehlverhalten des Führers der Vorspannlokomotive von Zug 70, der Bahnhofvorstände von Ambri-Piotta und Bellinzona und des Weichenwärters von San Paolo fest. Das Ergebnis der vom Staatsanwalt des Bezirkes Sopraceneri geführten Untersuchung führte zum gleichen Resultat wie die administrative Untersuchung.
Die Schäden an den vier fast neuen Elektrolokomotiven waren schwerwiegend, aber mit 1,3 Millionen Franken geringer als zunächst befürchtet. Sie wurden in der nahe gelegenen Hauptwerkstätte Bellinzona wieder hergerichtet, wobei die SLM neue Führerstände für die Lokomotiven lieferte.
Bereits nach dem Unfall von Mühlheim am Main, wo eine Gasexplosion die Unfallfolgen verschlimmerte, ersetzten die meisten europäischen Bahnverwaltungen die Gasbeleuchtung durch elektrisches Licht. Unmittelbar nach dem Unfall von Bellinzona wurde in der Schweiz der Einsatz von Wagen mit Gasbeleuchtung verboten. Die fortschreitende Elektrifizierung des SBB-Netzes führte zu einer noch grösseren Gefahr durch solche Wagen.
Die Vorschriften wurden dahingehend geändert, dass Signale erst auf Fahrt gestellt werden dürfen, nachdem alle zu einer Fahrstrasse gehörenden Weichen in die richtige Stellung gebracht wurden.
Die Kollision hätte verhindert werden können, wenn vom geschlossenen Signal selbsttätig eine Zwangsbremsung des Zuges Nr. 70 ausgelöst worden wäre. Durch den Unfall wurde die Entwicklung der Integra-Signum-Zugsicherung angestossen.

## Denkmal

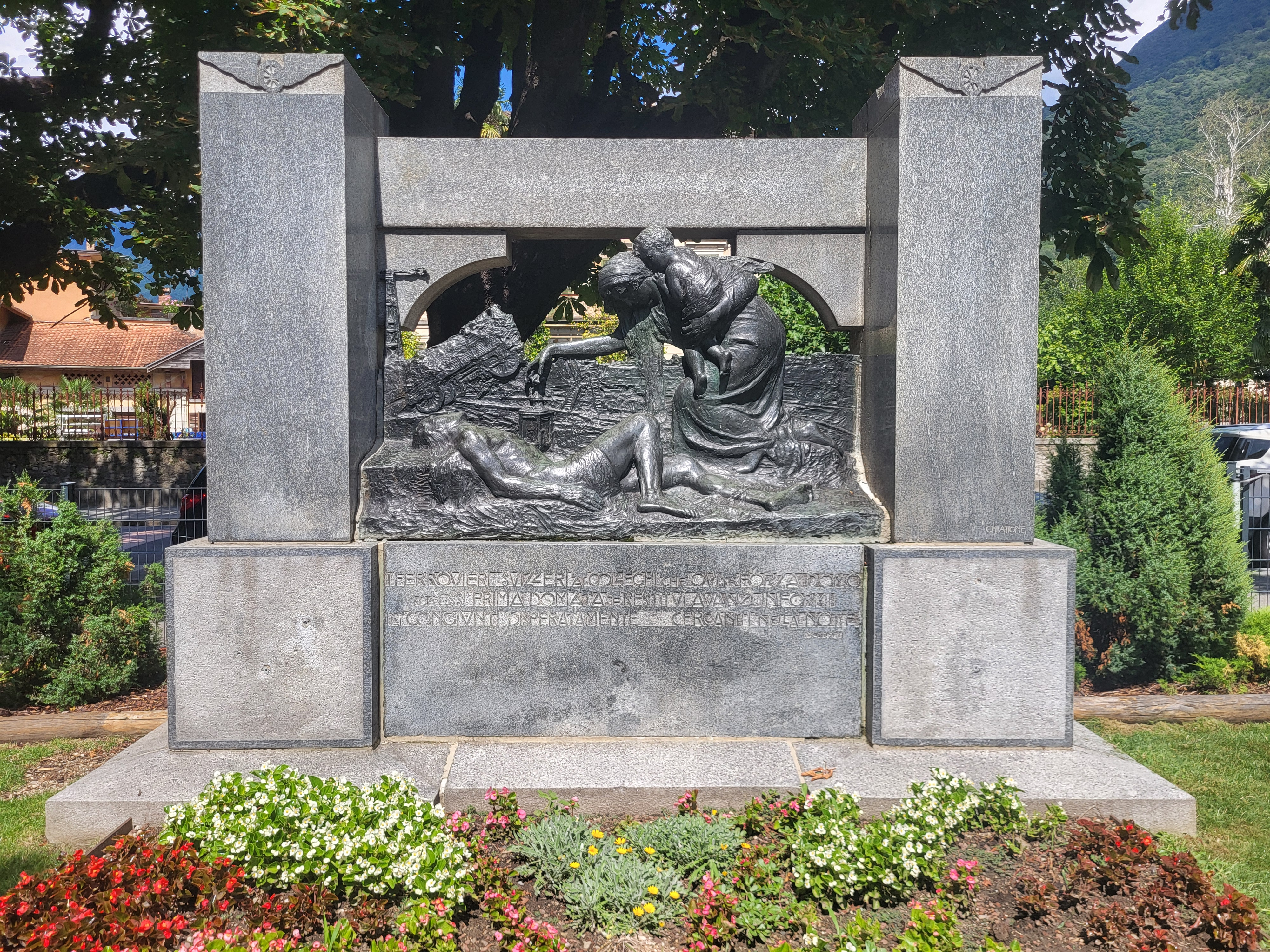
Das Denkmal für die Opfer des Unfalls in Bellinzona

Die Tessiner Sektion des Schweizerischen Eisenbahnerverbands liess in Bellinzona ein Denkmal für die ums Leben gekommenen Bahnarbeiter errichten. Die von Giuseppe Chiattone geschaffene Plastik wurde am 17. April 1927 eingeweiht.